# 咸兴大剧场

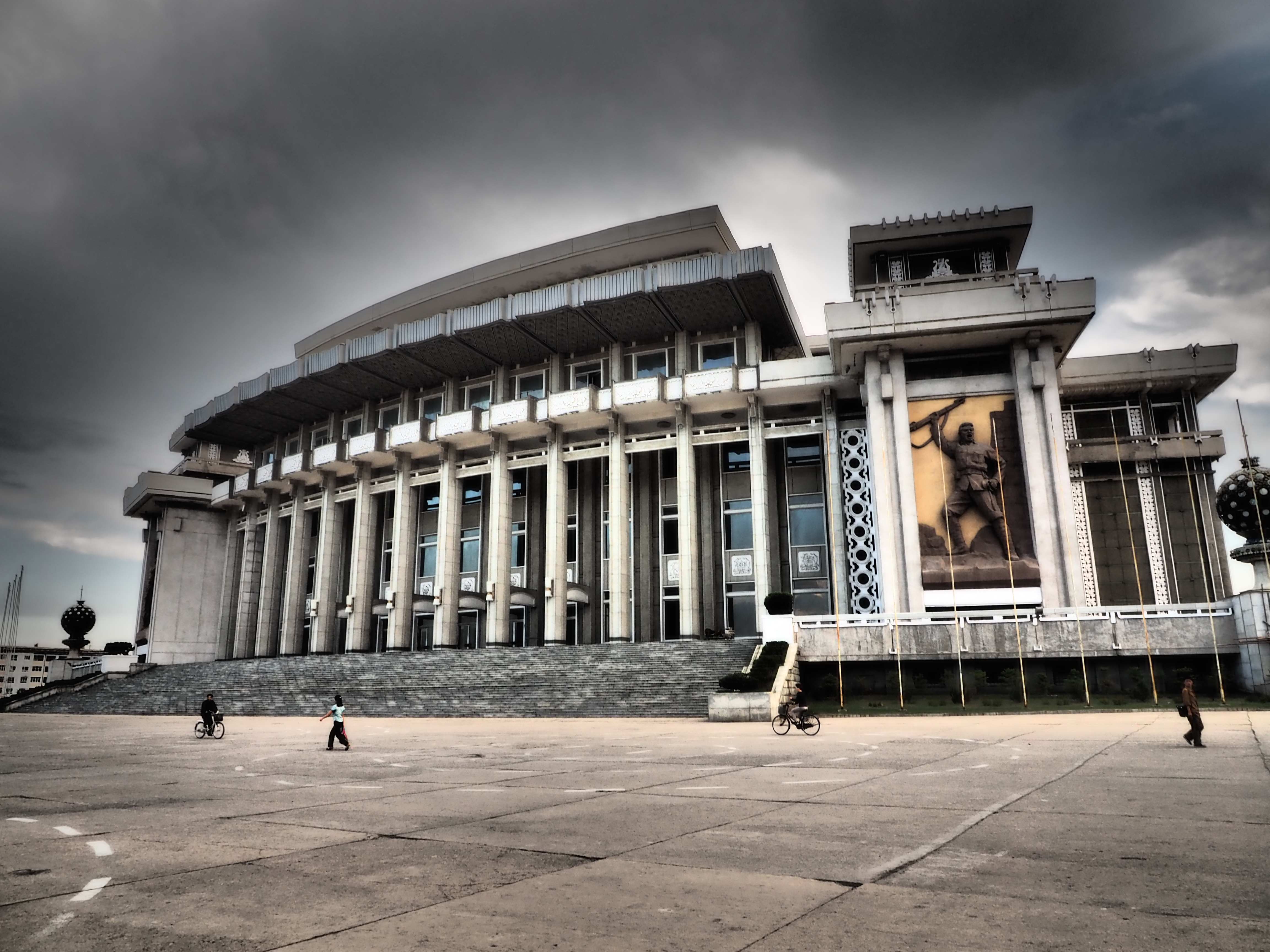
咸兴大剧场

咸兴大剧场（朝鲜语：／）是咸鏡南道咸興市中心的一座劇院，建於1984年，為朝鮮最大的劇院建築。建築面積58000平方米，大廳有2500席座位，另一處較小禮堂有700席座位。
該建築被革命歌劇團用於大型現場戲劇表演。內部大廳設有現任領導人金正恩及其父親金正日的大型壁畫。